# Zbiornik zaporowy Bukovec
Zbiornik zaporowy Bukovec (słow. Vodná nádrž Bukovec) – sztuczny zbiornik wodny w południowo-wschodniej Słowacji, powstały przez przegrodzenie rzeki Ida zaporą wodną usytuowaną powyżej wsi Bukovec.

## Położenie
Zbiornik znajduje się w południowej części Gór Wołowskich, w Rudawach Spiskich. Utworzono go na rzece Ida, która stanowi w tym miejscu granicę pomiędzy dwoma mniejszymi jednostkami wyróżnianymi w tej grupie górskiej: Pasmem Kojszowskiej Hali (na północy) oraz Pasmem Holički (na południu). Administracyjnie znajduje się w granicach powiatu Koszyce-okolice w kraju koszyckim.

## Historia
Zbiornik i zapora budowane były w latach 1968–1976, jako kolejne źródło wody do celów komunalnych, w obliczu szybkiego rozrostu Koszyc i całej koszyckiej aglomeracji. Dodatkowo stanowi element stabilizujący przepływ rzeki Idy.

## Charakterystyka
Zbiornik tworzy zapora ziemna typu ciężkiego. Maksymalna wysokość korony zapory ponad terenem wynosi 56 m, a długość zbiornika 2,8 km. Pojemność zbiornika to maksymalnie 21,4 milionów m³ wody. Przy maksymalnym poziomie wody w zbiorniku lustro wody leży na wysokości 416,75 m n.p.m.
W zależności od lokalnych uwarunkowań (jakości wody) czerpnia wody umożliwia pobór wody z czterech różnych poziomów. Maksymalny możliwy pobór wody pitnej wynosi 700 litrów/s. W rzeczywistości obecnie średni pobór wynosi 120–140 l/s.

## Znaczenie przyrodnicze
Zbiornik jest cennym biotopem ptactwa wodnego, natomiast jego brzegi wraz z porastającymi je zespołami roślinnymi – płazów i gadów.

## Znaczenie turystyczne
Ze względu na przeznaczenie (źródło wody pitnej) zbiornik nie jest przeznaczony do jakiegokolwiek wykorzystania rekreacyjnego, a jego brzegi objęte są strefą ochrony sanitarnej.